# Coniopteryx bifida
Coniopteryx bifida är en insektsart som beskrevs av Monserrat 1989. Coniopteryx bifida ingår i släktet Coniopteryx och familjen vaxsländor. Inga underarter finns listade i Catalogue of Life.